# Koas Krala
Koas Krala es uno de los trece distritos que forman la provincia camboyana de Battambang, con una población estimada en marzo de 2008 de 25 766 habitantes. Está dividido en las siguientes  comunas (khum), que se muestran asimismo con población estimada de 2008:
- Chhnal Mean 3,728
- Doun Ba 3,349
- Hab 2,662
- Koas Krala 3,937
- Preah Phos 3,379
- Thipakdei 8,711[1]